# احمد حسن
احمد حسن (عربی: أحمد حسن؛ زاده ۲ مهٔ ۱۹۷۵) یک بازیکن فوتبال اهل مصر است.
وی رکورد دار  بیشترین بازی ملی در تیم ملی فوتبال مصر است.